# Гаспар Грациани
Гаспар Грациани (молд. Гаспар Грациани, пол. Kasper Gratiani; итал. Gasparo Graziani; 1580? — сентябрь 1620) — господарь Молдавского княжества с 9 (19) февраля 1619 по 10 (20) сентября 1620.

## История
Итальянец из Далмации, католик (перешёл в православие). Полиглот, служил в нескольких европейских дипломатических миссиях (английской, затем тосканской и неаполитанской) в Турции. Султан пожаловал ему титул герцога Пароса и Наксоса и использовал в качестве драгомана в нескольких миссиях в Священную Римскую империю. Хотя Грациани тайно шпионил в пользу Габсбургов, он пользовался ещё большим доверием Османской империи, назначившей господарём Молдавии после Раду Михни.
Грациани с первых дней правления вызвал ненависть у местного населения. В 1619 году он с жестокостью подавил Восстание орхеян.
Ещё в 1618 году началась Тридцатилетняя война, краем затронувшая и Молдавское княжество. Османская империя, подстрекаемая антигабсбургскими силами, решила подчинить Польшу.
В 1620 году турецкие войска вошли в Молдавию. К ним примкнули отряды из Валахии (10 тыс.), венгры, татары и антипольски настроенные молдаване (20 тыс.). Решающая битва турок с поляками произошла на Цецорских полях. Гаспар Грациани перешёл на сторону поляков. В результате многодневного сражения польское войско было полностью разгромлено, его командующий Станислав Жолкевский погиб. Молдавские бояре схватили Грациани, попытавшегося сбежать в Речь Посполитую, и убили его.
Следующим господарём Молдавии стал Александр IV Ильяш, который добился от Порты назначения, обещав уплатить харач в 40 тысяч золотых.

## Память
- Жизнь Грациани послужила основой трагедии Иоана Славича «Гаспар Грациани» (1888).